# Riposte Alimentaire
Riposte Alimentaire (en español, «Respuesta Alimentaria»), anteriormente Dernière Rénovation («Última Renovación»), es un colectivo francés de resistencia civil creado en la primavera de 2022 .
Es parte de una red internacional de once proyectos climáticos llamada Red A22 que reúne, entre otros, a Just Stop Oil (Reino Unido), Återställ Våtmarker (Suiza) y Letzte Generation (Alemania).
Conocido por sus estallidos pacíficos, su exigencia era un plan de renovación térmica de los edificios hasta diciembre de 2023, fecha en la que Dernière Rénovation anunció el final de su campaña, creyendo que había ido «al final de lo que [ellos] podrían esperar ganar».
El 28 de enero de 2024, el colectivo lanzó una nueva campaña denominada Riposte Alimentaire, con el fin de obtener el establecimiento de una seguridad social para una alimentación sostenible.

## Última renovación

### Organización

#### Miembros
Los integrantes de Última renovación se registran, según sus propias declaraciones en “un movimiento de resistencia civil internacional" que pretende advertir, mediante un recuento en número de días, contra el "desastre climático en progreso».
Este colectivo forma parte de la Red de Resistencia Civil A22 que reúne a diez países de todo el mundo, entre ellos Just Stop Oil en el Reino Unido y Letzte Generation en Alemania, Austria, Canadá y Estados Unidos. El nombre A22 hace referencia a abril de 2022, fecha de las primeras acciones, la principal inspiración para este colectivo sería el controvertido Roger Hallam, cofundador de Extinction Rebellion.
Su lema es «Haremos todo lo que sea pacíficamente necesario. Proteger a nuestra generación y a todas las generaciones futuras. Este es nuestro derecho inalienable y nuestro deber más sagrado».
Si bien al principio solo contaba con una veintena de miembros, en 2023 más de 200 personas participaron en acciones disruptivas.

### Reclamos
El grupo, surgido en 2022, destaca las deficiencias del gobierno en la aplicación de la Convención Ciudadana sobre el Clima, que prescribía 149 acciones a implementar en Francia para reducir las emisiones de gases de efecto invernadero.

### Principio de acción
El curso de acción es a menudo el mismo: uno o más activistas bloquean una vía o un evento popular con plantones. Llevan un chaleco naranja o una camiseta blanca con un mensaje escrito en negro.
Este mensaje incluye a menudo un número correspondiente al número de días que, según ellos, faltan para evitar puntos de inflexión más allá de los cuales el calentamiento global se dispararía hasta el punto de amenazar la existencia de miles de millones de seres humanos. Los activistas explican esta elección haciendo referencia a las palabras de Sir David King, climatólogo británico y exasesor científico del gobierno británico, pronunciadas en una conferencia en 202: «Tienes que ir muy rápido. Estoy convencido de que lo que hagamos en los próximos tres o cuatro años determinará el futuro de la especie humana».

#### Acciones destacadas

##### Bloqueo de tráfico
La primera acción de la organización data del 1 de abril de 2022 en París, cuando una decena de ciudadanos bloquearon el tráfico en la circunvalación durante 30 minutes al mediodía y enviaron también una carta al gobierno pidiéndole que se «financiar íntegramente la renovación energética de las viviendas de todos los hogares en situación de pobreza energética, de aquí a 2030 y hacer obligatoria la renovación global del parque inmobiliario francés en un plazo de seis meses de aquí a 2040» .
Los activistas a veces pegan las manos al asfalto para evitar ser desalojados, la mayor parte del tiempo en la región parisina, pero también en Lyon y Toulouse por ejemplo.
El 7 de diciembre de 2023, sus activistas bloquearon el puente de la Concordia para pedir a la Asamblea Nacional una «ambicioso plan de renovación térmica» antes de ser evacuado por la policía.

##### Interrupción de eventos deportivos
El 3 de junio de 2022, durante el torneo de tenis de Roland-Garros entre Marin Čilić y Casper Ruud en la cancha Philippe-Chatrier, una joven se ata a la red por el cuello con el texto escrito en su camiseta en inglés «Nos quedan 1028 días», el partido fue interrumpido durante 13 minutos.
El 19 de junio, durante la final del torneo ATP entre Daniil Medvédev y Hubert Hurkacz en Halle, Alemania, una mujer intentó atarse a la red, vestida con una camiseta con la inscripción en alemán «solo quedan tres años». El 12 de julio, el Tour de Francia 2022 fue detenido durante unos minutos por activistas de la asociación en la localidad de Magland, cerca de Sallanches. Explicaron en una entrevista que habían elegido el lugar menos peligroso para los corredores. El 5 de noviembre, dos activistas del movimiento se aferraron a postes de rugby, con «abrazaderas de manguera de plástico», durante el partido del Top 14 entre el Stade Toulouse y el Stade français.

##### Otros
El lunes 31 de octubre, un activista del movimiento se aferró a la bandera del Panteón de París y la bajó a media asta para denunciar que «El gobierno no está tomando medidas significativas para detener el cambio climático». 
Los activistas rociaron con pintura lugares simbólicos, como el Hôtel de Matignon, residencia de la primera ministra Élisabeth Borne, el Ministerio de Economía y el Ministerio de Transición Ecológica en enero de 2023. El miércoles 19 de abril de 2023, tres activistas rociaron la fachada de la sede del Consejo Regional de Occitania en Toulouse con pintura naranja borrable para protestar contra el proyecto de la autopista A69. En diciembre de 2023, activistas cubrieron el árbol de Navidad de la plaza Kléber con pintura naranja.
Un activista interrumpió un programa de BFMTV al que estaba invitada Marion Maréchal-Le Pen.

### Casos judiciales
A raíz de estas acciones, en muchos casos los activistas son detenidos por la policía y procesados ante los tribunales. Los activistas utilizan su juicio como plataforma para continuar su labor de defensa, recordando en particular la condena del Estado francés por su inacción climática y afirmando que continuarán con sus acciones mientras no actúe lo suficiente frente al calentamiento global.

### Fin de las acciones
El 18 de diciembre de 2023, el colectivo anunció el fin de estas acciones. Pierre Taïeb, uno de los portavoces del movimiento, declaró durante una rueda de prensa: «Aunque no sea una victoria completa, podemos considerar que nos quedamos un poco al final de lo que podíamos esperar ganar», en referencia a la votación de los diputados sobre el aumento de las medidas de ayuda.

## Respuesta alimentaria

### Lanzamiento
El 28 de enero de 2024, el colectivo Dernière Rénovation anunció que se convertía en Riposte Alimentaire. El mismo día, el nuevo colectivo firmó junto con Greenpeace, Francia Naturaleza y Medio Ambiente, Los Levantamientos de la Tierra, Attac, Juventud por el Clima y varias decenas de asociaciones y personalidades más, un llamamiento a «unirse a los agricultores en sus movilizaciones» durante el Movimiento Campesino 2024 en Francia y «se niegan a ser etiquetados como [sus] enemigos». El grupo se define como «un aliado».
El 29 de enero de 2024, dos activistas del colectivo rociaron sopa sobre la ventana blindada que protege Mona Lisa expuesta en el Louvre. adoptando un método de acción que había demostrado su eficacia según Libération.  Esta acción se presenta como «el inicio [de una] campaña de resistencia civil, que conlleva una demanda clara, beneficiosa para todos: seguridad social para una alimentación sostenible». En plena movilización de los agricultores, el colectivo denuncia un “sistema agrícola […] enfermo» 
Esta acción para lanzar la nueva campaña es ampliamente publicitada,  incluso a nivel internacional.

### La reivindicación
El colectivo tiene como objetivo establecer una seguridad social para una alimentación sostenible. Señalando la responsabilidad de «industria de alimentos» a través del aumento de sus márgenes, «Tratados europeos de libre comercio [que] crean las condiciones para la competencia desleal» mientras estaba alarmado por «consecuencias medioambientales extremadamente preocupantes» de nuestro sistema agrícola «responsable de 21 % de las emisiones nacionales de gases de efecto invernadero », el colectivo desea permitir a cada residente «beneficiarse de una tarjeta alimentaria Vitale por importe de 150 euros al mes y por persona, niño y adulto». Esta suma, financiada por un sistema de cotizaciones sociales, permitiría comprar «Productos aprobados y seleccionados democráticamente, por asambleas informadas de cuestiones ecológicas y agrícolas».